# 존 톨런드

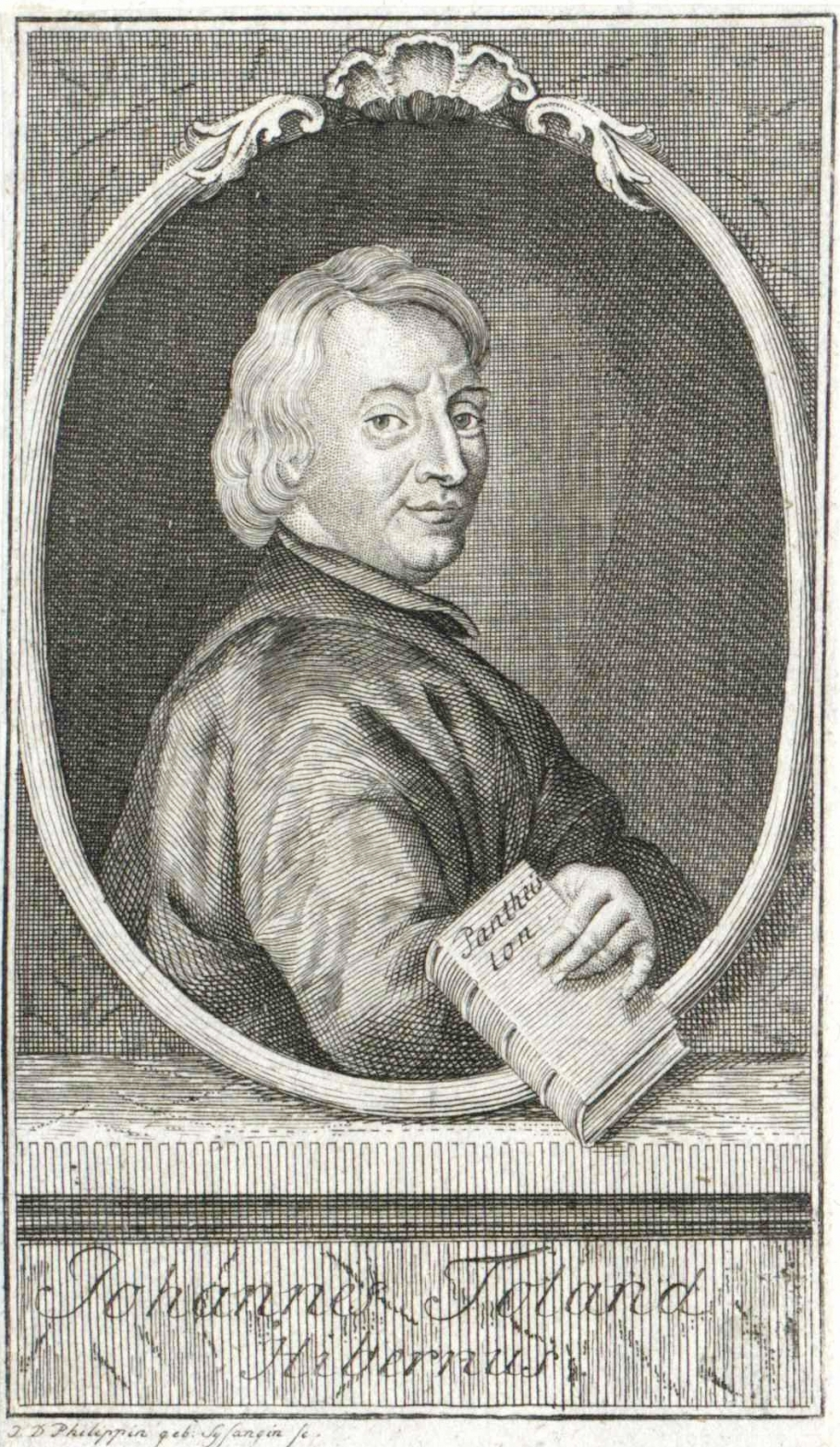
존 톨런드

존 톨런드(John Toland, 1670년 11월 30일 ~ 1722년 3월 11일)는 아일랜드의 사상가, 이신론자이다.
그는 존 로크의 영향을 받아 이성과 성경중에 이성이 보다 더 중요한 이성주의 철학가였다. 그의 저서인 《신비적이지 않은 기독교(Christianity Not Mysterious)》에서 이성에 근거하지 않은 성경해석은 편견을 낳고, 미신적이라고 주장하였다. 이런 그의 이성에 대한 확대해석으로 존 로크는 스틸링플리트 주교 앞에서 스스로를 변호하여야 했다.